# Formicarius colma
Formicarius colma là một loài chim trong họ Formicariidae. Nó được tìm thấy tại Bolivia, Brazil, Colombia, Ecuador, Guiana thuộc Pháp, Guyana, Peru, Suriname, và Venezuela.